# Unión Soviética en la Copa Mundial de Fútbol de 1958
Unión Soviética fue una de las 16 selecciones participantes en la Copa Mundial de Fútbol de Suecia 1958, en la que fue su primera aparición en un mundial.

## Clasificación
Unión Soviética enfrentó en una triangular a Polonia y Finlandia para definir a un clasificado. Al terminar la eliminatoria quedaron empatados en puntos con Polonia y se vieron forzados a jugar un partido de desempate en Leipzig, Alemania Democrática, el cual ganó Unión Soviética.

## Jugadores
Estos fueron los 22 jugadores convocados para el torneo:

## Resultados
Unión Soviética fue eliminada en los cuartos de final.

### Grupo 4
| País            | J | G | E | P | GF | GC | PTS |
| --------------- | - | - | - | - | -- | -- | --- |
| Brasil          | 3 | 2 | 1 | 0 | 5  | 0  | 5   |
| Unión Soviética | 3 | 1 | 1 | 1 | 4  | 4  | 3   |
| Inglaterra      | 3 | 0 | 3 | 0 | 4  | 4  | 3   |
| Austria         | 3 | 0 | 1 | 2 | 2  | 7  | 1   |

| 8 de junio de 1958 | Unión Soviética              | 2-2     | Inglaterra                    | Ullevi, Gothenburg                                |                                                   |
|                    | Simonyan 13' · A. Ivanov 55' | Reporte | Kevan 66' · Finney 85' (pen.) | Asistencia: 49 348 espectadores Árbitro(s): Zsolt | Asistencia: 49 348 espectadores Árbitro(s): Zsolt |

| 11 de junio de 1958 | Unión Soviética           | 2-0     | Austria | Ryavallen, Borås                                      |                                                       |
|                     | Ilyin 15' · V. Ivanov 63' | Reporte |         | Asistencia: 21 239 espectadores Árbitro(s): Jorgensen | Asistencia: 21 239 espectadores Árbitro(s): Jorgensen |

| 15 de junio de 1958 | Brasil      | 2-0     | Unión Soviética | Ullevi, Gothenburg                                 |                                                    |
|                     | Vavá 3' 77' | Reporte |                 | Asistencia: 50 928 espectadores Árbitro(s): Guigue | Asistencia: 50 928 espectadores Árbitro(s): Guigue |

| 17 de junio de 1958 | Unión Soviética | 1-0     | Inglaterra | Ullevi, Gothenburg                                |                                                   |
|                     | Ilyin 68'       | Reporte |            | Asistencia: 23 182 espectadores Árbitro(s): Dusch | Asistencia: 23 182 espectadores Árbitro(s): Dusch |

### Cuartos de final
| 19 de junio de 1958 | Suecia                     | 2-0     | Unión Soviética | Råsunda Stadium, Solna                            |                                                   |
|                     | Hamrin 49' · Simonsson 88' | Reporte |                 | Asistencia: 31 900 espectadores Árbitro(s): Leafe | Asistencia: 31 900 espectadores Árbitro(s): Leafe |